# Sóhivatal

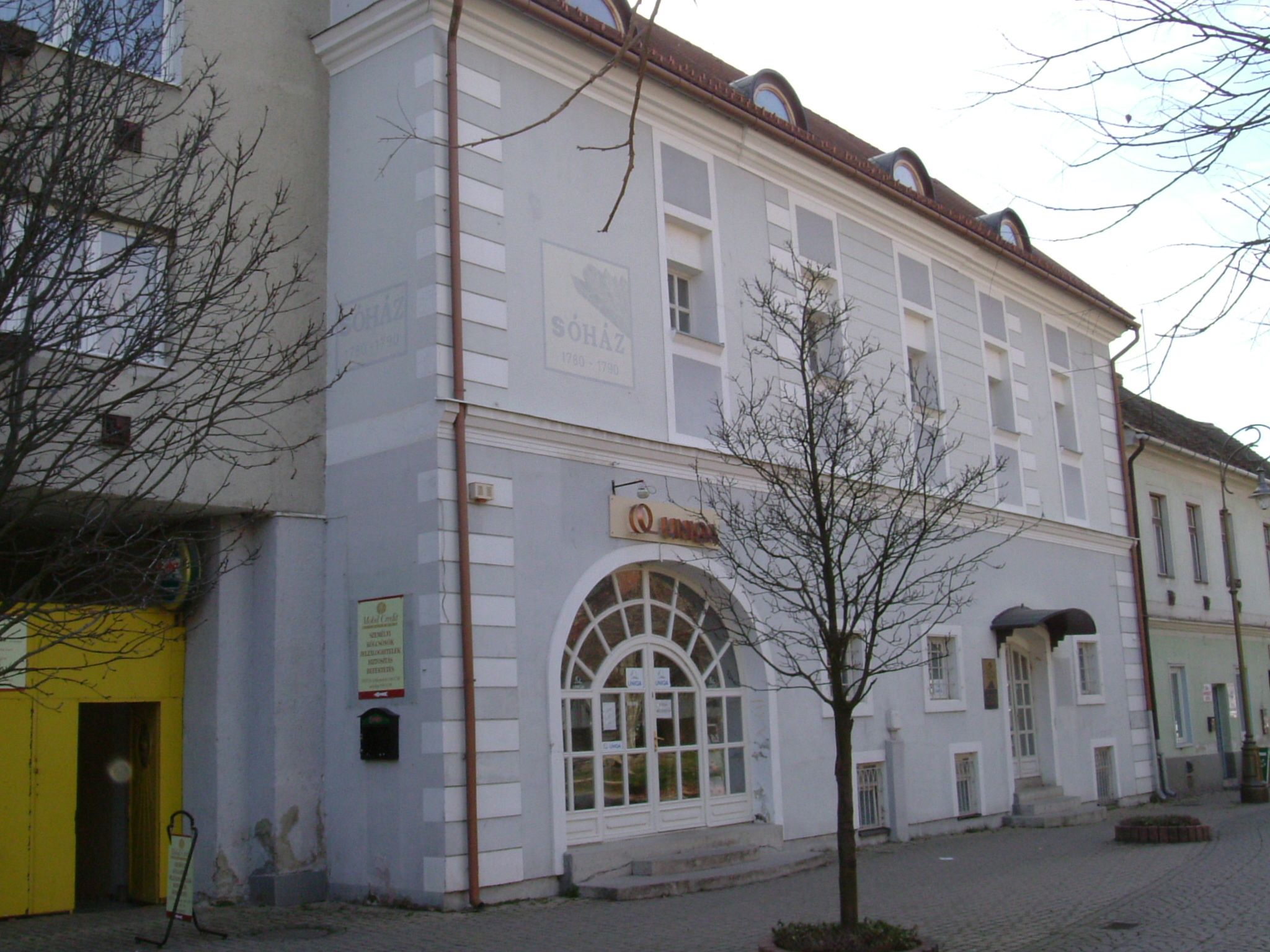
Zalaegerszeg, sóház

A sóhivatal a só kitermelésével és a sójövedékkel (a só állami monopóliumából származó adóbevétellel) kapcsolatos ügyeket intéző hivatal volt. Az adót erre kijelölt tisztviselők szedték be, ők voltak a sótisztek. Számos sóhivatal működött Ausztria területén, főleg a sóbányák környékén, illetve Bécsben és Linzben. A bécsi sóhivatal 1500-tól 1824-ig működött a legrégibb templom, a Ruprechtskirche szomszédságában.
Ma a szó főként átvitt értelemben használatos: elintéz(het)etlen ügyekkel kapcsolatban emlegetett, nem létező hivatal. A feleslegesen bürokratikus hivatalokra, azok részeire utaló pejoratív értelmű kifejezés. A sóhivatal (Salzamt) kifejezés az osztrák-német nyelvhasználatban is él, az elintézhetetlen ügyek hivatalait nevezik így.[forrás?]
A kitermelt erdélyi sót három útvonalon szállították nyugat felé: két vízi úton a Sóvidékről a Maroson Szegedig, a máramarosi bányákból a Tiszán Tokajig és a szalacsi sóúton Szolnokig.

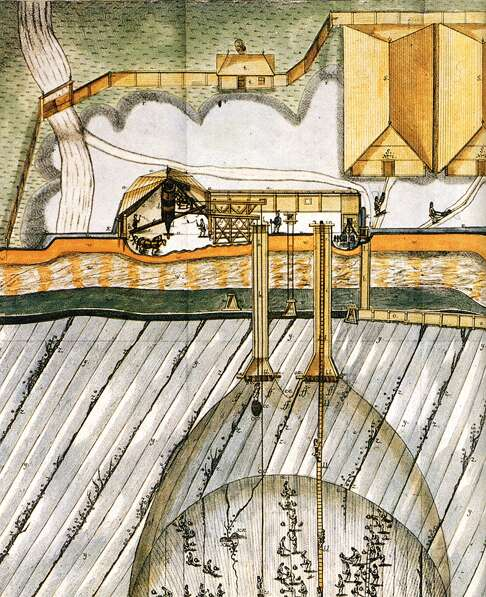
A tordai sóbánya metszete (1780 körül)

A Gellért-legendából ismerjük, hogy Szent István korában, már királyi emberek őrködtek a Maroson leúsztatott kősó fölött, melynek elosztása Szegedről történt meg.
Akkoriban volt Marosvárt egy Ajtony nevű nagyon hatalmas fejedelem, aki Bodony városában a görögök szertartása szerint keresztelkedett meg. Ez felette fitogtatta erejét és hatalmát. Továbbá hét felesége volt, mert nem volt tökéletes a keresztény hitben. István királynak pedig nem adta meg a tiszteletet semmiben, mert bízott katonáinak és nemes embereinek seregében, akik felett uralkodott hatalma teljében. Szilaj paripája számtalan sok volt, nem is számítva azokat, amelyeket istállókban őriztek csikósai. Rengeteg barma is volt, mindegyik csordájának külön gulyása, s voltak azonfelül majorságai és udvarházai. Még a királynak a Maroson leúsztatott sója fölött is hatalmat bitorolt, a folyó révhelyein egészen a Tiszáig vámosokat és őröket tartott, és mindent megvámoltatott.
Az aranybulla rendelkezése szerint az ország belsejében csak Szalacson és Szegeden, valamint a határokon tarthattak fenn királyi sólerakatokat. A sóregálét (államkincstárt illető sókereskedelemből származó jövedelem) csak a 15. században iktatták törvénybe, amikor az 1492. évi 32. t. c. kihirdette, hogy minden sóbánya a király tulajdona. A kitermelt sót részben vízi utakon részben tengelyen szállították. A bányászásnál is ennek megfelelően alakították a tömböket. A „kocsisó” 9,52 kg, a „hajósó” kisebb súlyú volt és 3,06 vagy 5,56 kg-ot jelentett. Dés, Kolozs, Szék, Torda a sóbányáinak köszönhette városi rangra jutását és gyors fejlődését. A máramarosi öt koronaváros: Huszt, Visk, Hosszúmező, Máramarossziget és Técső szintén a sónak köszönhette fejlődését, mert ezekben a városokban telepedtek le a sóbányászok. A Magyar Királyság törvényeiben sok adat van arra, hogy a török és görög és még perzsa kereskedők is a Tiszán egészen Szegedig hajóztak, és nagy mennyiségben szállították el az ott vásárolt sót.

## Sóhivatalok a Kárpát-medencében

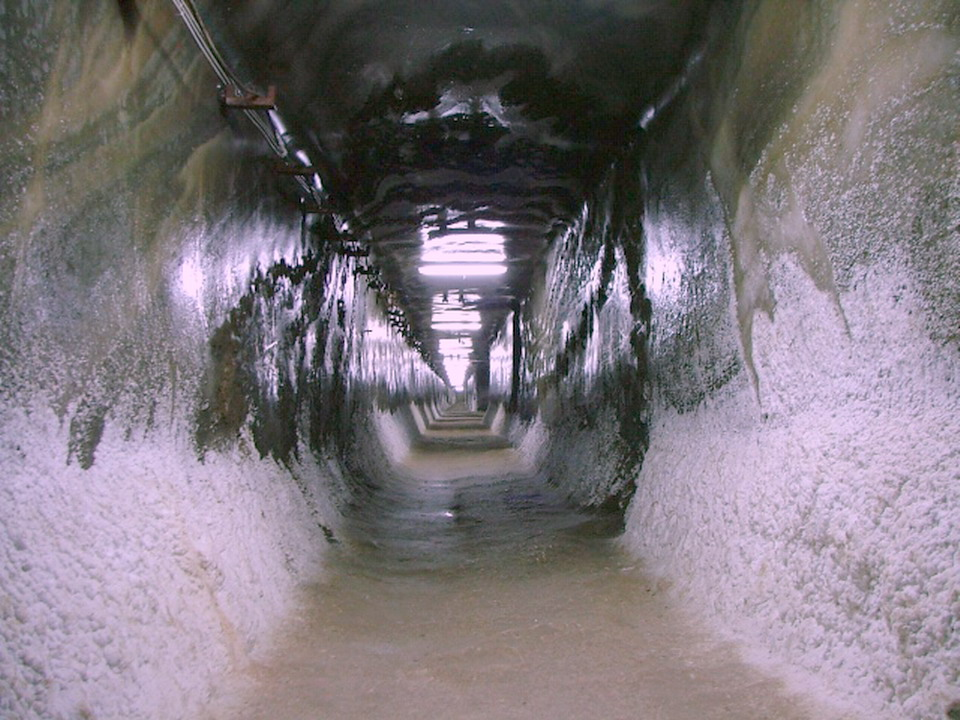
A Tordai sóbánya napjainkban, Kolozs megye, Románia

A honfoglalással egykorú bizánci krónikák megemlékeztek arról, hogy az Erdélyt megszálló magyarság ellenőrzése alá vonta az erdélyi bolgár fennhatóság alatt állt sóbányákat. Kolozs, Torda, Doboka vármegyék kialakulásában is közvetlen szerepe volt a sóbányászatnak. A vármegyék székhelyeit úgy választották meg, hogy a bányák közvetlen szomszédságukba, ellenőrzésük alá eshessenek. A só szervezett kitermelésével, elosztásával függenek össze Sóvár, Sófalva, Szalacs, Szalárd helyneveink.
A magyar államalapítást követő évszázadokban, a kora középkorban már jelentős volt sóbányászatunk. A só kisebb része a földfelszíni termelésből, a sós tavak és sósforrások lepárlásából, nagyobb része harang-vagy kamrafejtésekből került a sópiacra. A sótermelés, a sóvágás bevétele a királyi jövedelmek kb. 10%-át tette ki ebben a korszakban. Ám a 13. század végére az uralkodók a királyi sókamarákat bérbe adják, s ezzel a sókitermelés, a sószállítás és a sóvámok jövedelme bérlők kezébe jut. Ezzel a hazai sóügyek tényleges ellenőrzése évszázadokon át a mindenkori bérlők lehetőségévé vált.
Az Aranybulla rendelkezésénél fogva a török hódoltságig az ország két fő-sóraktára Szolnokon és Szegeden volt.
királyi sókamaráinkat azokon a helyeken kell felállítani, a melyeken Zsigmond király Úr idejében állottak fenn, még pedig az akkor szokásban volt mód és szabadság szerint. És ezek a határon olyan helyeken legyenek, hogy onnan a sót könnyen meg lehessen kapni
Az Erdélyből a Maroson leúsztatott só elosztására legalkalmasabb hely Szeged volt, ahol fontos vízi- és szárazföldi utak találkoztak. Szeged a sószállító hajók kikötője és országos sólerakóhely volt. A szegedi királyi kővár 1260 és 1280 között épült fel, mely a sószállító utat védte. A szegedi Sóhordó utca a város legrégibb utcáinak egyike. Az egykori sópajtákhoz vezetett. Már Szent István is a mai Fölsőváros területén jelölte ki az országos sóraktár helyét (sóház). Itt volt a királyi sóhivatal, s a mai Széchenyi tér felől ide vezetett a város első kikövezett útja. A régi sóházak közül már csak egy maradt meg mutatóba: a Felső Tisza-parton egy hosszan elnyúló, földszintes raktár-áruház jellegzetes zsalus-szellős ablaknyílásaival.
I. Lipót király az udvari kamarának a magyarországi és erdélyi só kihasználása és szállítása ügyében 1698. évi december 12-én kelt emlékiratát jóváhagyván, még ugyanazon év végén az első – 11,510 drb kősóból álló – szállítmány Szegedre megérkezett. Khaich Lajos kamarai tisztviselő 3 frtért árulta mázsáját, melyen túl még 6 dr. mázsapénzt szedhetett. 1700. április 19-én Lipót király a szegedi sóhivatalhoz mázsa-tisztnek Müller József bécsi udvari kamarai írnokot nevezte ki, mely időtől a sószállítás és árulás nagyobb arányokat öltött. A sópajták számára egyre nagyobb területre volt igény, ezért a sóhivatal a város telkeit egyszerűen elfoglalta. Emiatt város és a kincstár közt több összeütközés történt, s a kincstár által elfoglalt területekért a város soha sem kapott kárpótlást.

## Erdélyi Sóvidék

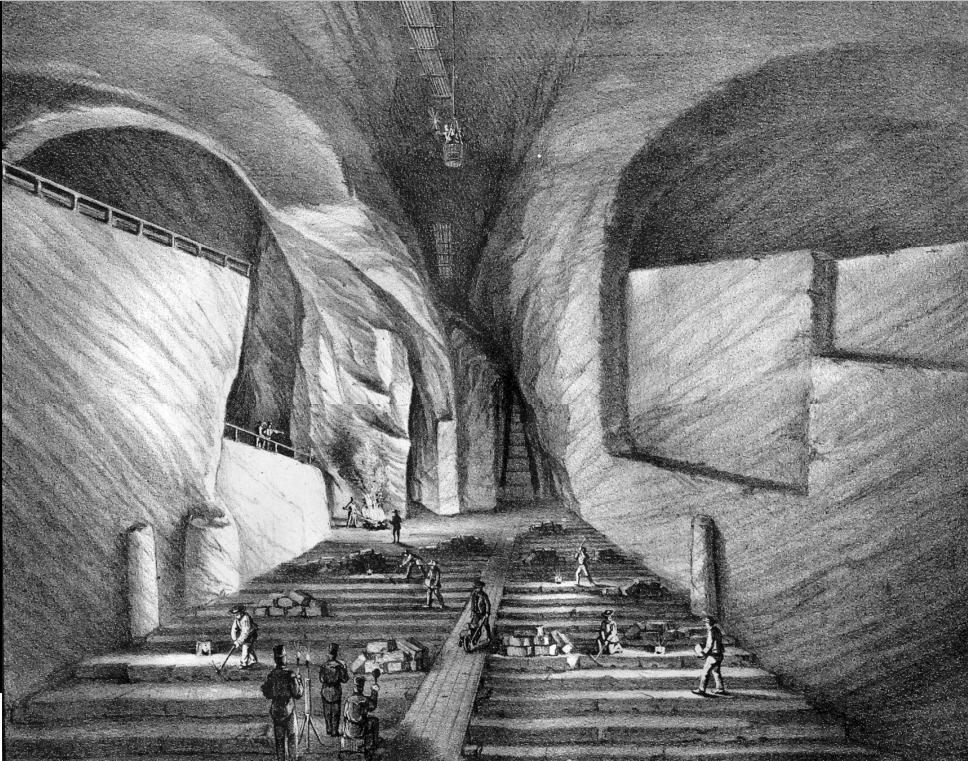
Az aknaszlatinai Kinga nevű sóakna. (Varsányi rajza után kőre rajzolta Rohn. Magyarország és Erdély Képekben, 2. köt. 1853.)

A Sóvidék megnevezés legelőször egy 18. századi határfelosztásban, az egyes falvakhoz tartozó közlegelők pontos megnevezésében fordul elő. Az elnevezéssel később Orbán Balázs művében, A Székelyföld leírásában találkozhatunk:
Sóvidéknek nevezik, pedig a Korond vize és a Kis-Küküllő völgyet is le Szovátáig, azon több négyszög mérföldnyi sófekvetről, mely itt nemcsak a föld keblében rejtőzködik, hanem a föld felületére kitörve egész sóbérczeket alkot. Sófalván a későbbi Felsősófalván Sóhegy és Sószoros látható. Felsősófalva és Korond között az atyhai eltérő mellett sóforrás található, a sósforrás védelmére sóspajtát építettek. Ily roppant tömegben a természetnek ezen nélkülözhetetlen adománya sehol se mutatkozik, annyi itt a használatlanul heverő kincs, hogy egész Európa szükségletét lehetne azzal fedezni,
ha elzártságunk és olcsó közlekedésnek hiánya miatt azt használatlanul nem kellene hevertetni, mint annyi kincsét ezen Isten által dúsan megáldott hazának.
A sóbányászat messze a római időkbe nyúlik vissza, ebben az időben már bányák működtek Szovátán és Parajdon. A bányászatot az erre a hivatalra kinevezett „kancellár” szervezte, irányította. A kancellár Sóváradon székelt. A római légiók kivonulása után a kancellár hatalma megszűnt, a sóhivatal feleslegessé vált. Az egykor kitermelt sót szekeresek vették át a parajdi sóhivataltól és hiánytalanul át kellett adniuk az árendásnak, a boltosnak, aki a sót árulta.
A sóbányák a középkorba visszanyúló, szigorú munkaszervezéssel dolgoztak. Minden bánya saját sóhivatallal rendelkezett, melynek élén a bányanagy, régies nevén kamaraispán állt. A bánya tisztikarának nagyobb részét a különböző ellenőrök alkották. A sóvágóknak már a 15. században is két csoportját ismerjük: az egyiket posztós sóvágó, a másikat vendégvágó néven tartják számon a korabeli iratok. Az előbbiek nemcsak sót, hanem pénzt és posztót is kaptak munkájukért, míg az utóbbiakat csak sóval fizették. A 17. századi összeírások szerint szálláshelyük is külön volt. A 19. században megkülönböztettek összeírt és önkéntes sóvágókat; fizetségük ugyan egyforma, de az előbbiek nyugdíjat kaptak, míg az utóbbiak nem. Munkájuk alapján viszont a sóvágókat három osztályba sorolták, bérük ehhez igazodott. A sóvágók fizetségének nagyobb részét a természetbeni juttatás tette ki, ami időnként a kivágott sómennyiség egytizedét is megközelítette. A napi teljesítményt a múlt században körülbelül tíz mázsányi kősó kivágásában határozták meg. A sóvágók a sófejtés mellett a só felkutatását, a bánya karbantartását, vízvédelmét, új aknák kiépítését, de a szükséges eszközök és felszerelések elkészítését is maguk végezték. Ezen munkákért külön meghatározott fizetést kaptak. A sóvágóbíró, akit kapitányként is említenek a 15-16. században, mindezen munkákban irányítóként vett részt, ezért külön pénzbeni juttatást kapott.
A 17. században a sóvágók által kivágott kősót a millyések, kerekesek rakták bőrtömlőkbe vagy kosarakba, amit aztán a gépelyesek, a lovak által működtetett felvonószerkezet kezelői vontattak a napvilágra. Külön sóhordók is voltak, akik a bányából felhúzott sót pajtákba, épületekbe cipelték. A felszínre hozott sótömbök számlálását a mágiások végezték. Feladatkörüknek megfelelően kontra, ellenőr nevet is kaptak. Ezek helyébe később a mázsatisztek és felőrök, valamint a bányaőrök léptek. A sóvágók munkáját segítette a bányakovács, aki a szerszámok használhatóságáról gondoskodott.
Az Erdélyi Fejedelemség idején a sóbánya és a sóhivatal, illetve a sókamara Sófalván működött. Az első írásban fennmaradt sófalvi sókamarás 1583-1591 között Székely Mózes, a későbbi egyetlen székely fejedelem. További sófalvi kamarásokat I. Rákóczi György idejében Koncz Boldizsár, Apafi Mihály fejedelem idejében Bencsér Pál, majd Dályai Ferenc.
Sófalva területén a székely őslakosság már a középkorban foglalkozott „só-vágással” Ez a kifejezés az akkori bányászkodás módjára is utal, amikor is a közel szabályos kősó testeket körbevájták, majd felhasították. A székely katonai lustrák (összeírások) tanusága szerint az Erdélyi Fejedelemség idején a legtöbb sóvidéki sóbányász Sófalváról került ki, sőt még később az 1700-as évek végén is a két Sófalva lakói közül került ki a legtöbb sóbányász.
A magyarországi kősóbányászat általánosan gyakorolt módja a mélyművelés. A szálban álló, nagy tisztaságú sót kézi fejtéssel termelték ki. A sófejtésnek egészen más technikáját alkalmazták Székelyföld egyetlen sóbányájában, Sófalván. Ez tulajdonképpen felszíni művelésnek számított, amit a magasan kiemelkedő sószikla oldalain végeztek.
II. János magyar király a székelyek sorozatos lázongása miatt fegyveres erővel leverte az ellene lázadó székelyeket 1562-ben, a székely nemzet tulajdonát képező sót fejedelmi, állami tulajdonba vette, a só őrzésére őröket állított. Így jött létre 1564-ben Parajd települése, de a sóhivatal vagy másképpen a sókamara Sófalván székelt egészen az 1720-1750-es évekig, amikor a Habsburgok a sokkal kisebb településre, Parajdra helyezték a sóhivatalt.
A felszíni művelés nyomai másutt is előfordultak, de a munkatechnika egyedül Parajdon őrződött meg, ami a hajdani sóvágás módszerére is fényt vet. Parajdon az alaksót, a sótömböt nem gerendákban metszették ki, hanem gömbölyített aljazatú sótesteket vágtak, amit nem daraboltak tovább.
A parajdi sóbánya a Székely-Sóvidék természetes központja, a Kárpát-medence egyik legfontosabb sóbányahelye. A bányában 120 méter mélyen templom, játszótér is van. A templomnak Nepomuki Szent János nevet adták, aki a bányászok védőszentje, és akinek két méter magas szobra is itt található. Az ökumenikus kápolnában naponta istentiszteletet tartanak ortodox, katolikus és református lelkipásztorok.
A bolthajtásos kupolatermek, Dózsa György, Erzsébet és József nevet viselik. Szomszédságában található a 19. század elején épült volt sóhivatal, a Sókamara, amely ma egészségügyi rendelő. A parajdi művelődési otthonban megtekinthető néprajzi kiállításon (Falumúzeum) közel 2000 helybeli és környéki tárgy, történelmi emlék kapott helyet. Különösen a sóvágással és sószállítással kapcsolatos eszközök, szerszámok és makettek, valamint fényképek sokasága látható.
A székelyek 1562-ig szabadon használhatták a sót. Ekkor az emlékezetes lázadás után tartott segesvári országgyűlés kimondja a só kitermelésének és árusításának, a székely székek e fontos jövedelmi forrásának az állami monopóliummá tételét. Az országgyűlés után a segesvári vár piacán fejezték le a lázongó székelyek huszonhat vezetőjét.
Teljesen légből kapott és semmivel nem bizonyítható egyesk állítás, hogy, 1568-ban nem fogadták valami kitörő örömmel János Zsigmondot parajdi látogatásakor. Erről a látogatásról semmilyen dokumentum nincs. Amit tudni lehet, hogy Brassóból keltezett II. János magyar király egy oklevelet a székely sóra vonatkozóan, hogy Literáti Székely János sókamarás a székely lófőknek továbbra is adhat ingyen a székely sóból. Az oklevélben semmilyen településről nincs szó. Literáti Székely János fia Székely Mózes az első írásban említett sókamarás, de őt sófalvi sómarasként írják az oklevelekben.
A Maros-menti Lippán már Nagy Lajos idejében kincstári sóraktár és pénzverőház működött.

## Sófőzés
A só vizes oldatából párolással egyedül Sóváron (Sáros vármegyében) nyertek sót, ahol a 16. században megnyitott kősóbányát 1752-ben teljesen elöntötte a víz. Ez időtől a bányaaknákból ökörbőr tömlőkkel merítették ki a sósvizet, amit csatornák segítségével medencékbe vezettek, és innen juttatták a főzőház üstjeibe. Így főzték Sóváron a sót gróf Teleki Domokos leírása szerint:

## Tengeri só
„Triesthez egy félórányira a Velencei Birtok szélében a salinák vagynak,
az a hely ti., amelyben a tengerből a sót veszik ki. A tenger vizit kis csatornák által a földbe mintegy kétlábnyira béásott és keményen megtompolt táblákba eresztik. Ez itt bizonyos ideig áll, amíg a napnak melege által a víz kipárállik, a só a fenéken megülvén; azután néhány ízben ismét vizet bocsátnak a táblába, amíg a só vastagon marad a fenéken, melyet azután lapátokkal innen kivesznek: s e[z] már kész, morsolható só. Mivel a földből sokat magába szív, és különben is tisztátalan, barna; és mivel jól meg nem szokták törni, darabosocska.
Amely sót itt kivesznek a tenger víziből, azt nem lehet más helyre, hanem csak a cs.-királyi sódepozitóriumba adni, azért is mindenkor szokott egy vagy más vigyázó ember a cs.-királyi sóháztól lenni, nehogy a sót másfelé adják.”

– írja a sólepárlásról gróf Teleki Domokos (Egynehány hazai utazások leírása Tót- és Horvátországoknak rövid esmértetésével együtt című munkájában)

## Sószállító utak
A "sóút" kifejezés mögött – melyet közkeletűen használunk a sószállító útvonalak megnevezésére – nincs olyan tartalom, amely a többi útvonaltól eltérő műszaki-technikai tartalmat takarna. Sószállító útvonal már a népvándorlás idején is működött, a mai Szolnoktól a mai Megyeri révig, tehát a Tiszától a Dunáig vezetett; a Máramarosi havasokból a Tiszán leúsztatott sót szekerek szállították Pest felé. A régi időkben afféle egyenes pusztai csapás lehetett, "toronyiránt", egyenes vonalvezetése ekkor alakulhatott ki. Az egykor forgalmas kereskedelmi út mellett 10–15 km-nyire egymástól voltak az útszéli csárdák, és számos út menti kereszt.
Magyarországon a só miatt sem a 18. sem pedig a 19. században nem épültek távolsági utak, de a meglévő úthálózatnak voltak olyan kedvezőtlen adottságú átkelési szakaszai, melyeken a só miatt történtek beruházások. A Duna-Tisza közti útvonal jelentősebb átkelőhelyeinek kiépítése Fortunato di Prati nevéhez fűződik aki 1720-ban a kamara utasítására kezdte meg a szolnoki Tisza-híd, valamint a Kakat-ér és a Büdös-ér felett átvezető fahidak tanulmányozását. A közérdekű só- és hadiszállítások zökkenőmentes lebonyolítása miatt a kisebb fahidakat kőből épültekkel helyettesítette. A Kakat-ér és a Büdös-ér felett a szolnoki sóhivatal még 1715-ben fahidakat épített. A gyorsan korhadó faanyag helyett Prati mindkét hidat 1723-ban kőből építtette.
A sószállítás szekérrel tipikusan időjárás és évszak függő paraszti vállalkozás volt. Hasonlóképpen a vízi utakon (Tisza, Maros)érkező sót is kizárólag nyáron – megfelelő vízállás esetén – hozták a tutajok.
A sószállító útvonalakról, elosztóközpontokról és a hivatalok helyéről több kéziratos térképet őriznek az Országos Széchényi Könyvtárban. A sófuvarozás, amely a magyarországi parasztoknak évszázadokon át jövedelemforrást jelentett, a vasúthálózat kiépülésével a 19. század utolsó évtizedeiben fokozatosan elveszítette jelentőségét.

## Ismertebb sóhivatalok
A 18-19. századi Magyarországon a sóhivatalok a fontosabb sóelosztó és sótovábbító helyeken működtek. Ilyen volt például Tokaj, ahonnét a máramarosi sóbányákból a Tiszán tutajokon érkező só megérkezett, s innét – a sóhivatali adminisztrációt követően – szekerekkel szállították tovább. A Tisza balpartján szekerezők által használt kanyargó "sóút" is itt lépte át a Tiszát, s tokaji sólerakat (Sóház) látta el konyhasóval a hevesi és borsodi, illetve részben az alsó-zempléni településeket. E sóforgalmazásban, sóelosztásban szerepet kapott a város és vára is. A mai Széchenyi Kollégium szomszédságában áll az egykori sóház ikerkastélya. Az északi kastély a sóhivatal volt, déli része pedig a hivatalnokok lakásaként szolgált, melyet a helytörténetkutatás tévesen Rákóczi-Dessewffy kastélynak nevez.

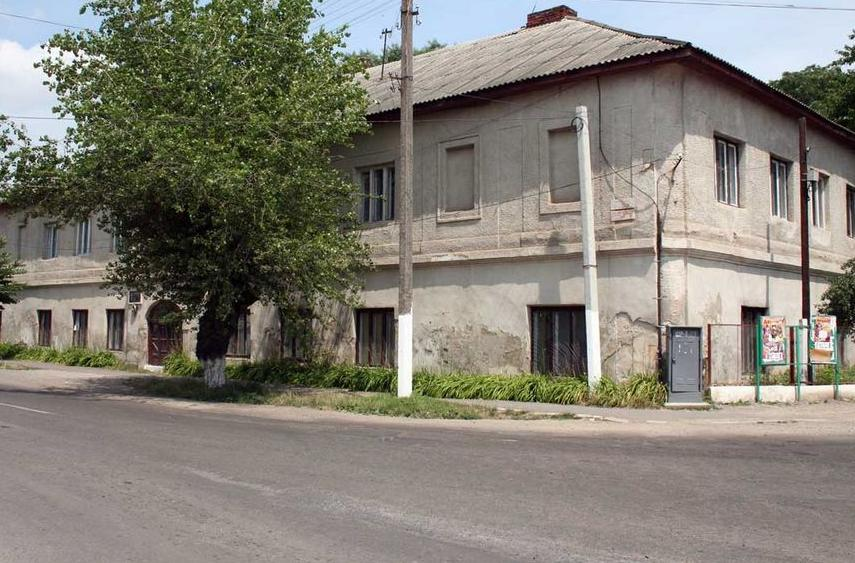
A tiszaújlaki sóház épülete ma. A sót tutajokon szállították a Tiszán Tiszaújlakig és az 1417-ben épült sóraktárban, mai nevén sóházban raktározták el, innen szállították tovább szekerekkel az ország belseje felé.

Esze Tamás emléktábla az egykori sóház falán. Felirata: "Ebben az épületben sóház volt, melyet 1703. május 24-én 7 órakor reggel 2 gyalogos csapattal és 40 lovassal Esze Tamás kuruc vezér megtámadott. A 14 muskétásból és egy hadnagyból álló őrségből négyet levágtak, a többi közéjük esküdött"

Tiszaújlak jelentős szerepet játszott a Tiszán folyó sószállításban, kamarai sóhivatallal, hajókikötővel rendelkezett. Elsősorban tiszai révéről és sókikötőjéről vált nevezetessé. Az aknaszlatinai és rónaszéki sóbányákból kitermelt sót főleg tutajokon szállították a Tiszán Tiszaújlakra és az 1417-ben épült sóraktárban, mai nevén sóházban raktározták el, innen szállították tovább szekerekkel az ország belseje felé. Esze Tamás – később a kuruc sereg jobbágy származású főtisztje – rendszeresen sót szállított szekerével Máramarosból Debrecenbe. 1702-ben egyik útján a tiszaújlaki sóház tisztviselői megvádolták só lopással és elvették a sórakománnyal teli szekerét és kifosztották tarpai portáját. Később, amikor Rákóczi hívására kitört a szabadságharc Esze Tamás ezért bosszút állt, s 1703. május 24-én reggel a hadrakelt szegénylegényekből verbuvált két gyalogoscsapattal és 40 lovassal rajtaütött a tiszaújlaki sóházon, elfoglalta azt. Az esemény a történetírás szerint a Rákóczi-szabadságharc hadieseményeinek kezdetét jelentette.
A 18. század végén kincstári sóhivatal és sóelosztó működött a Heves vármegyei Lőrinciben is. A lakosok egy része sófuvarozással foglalkozott, Poroszlóról és Szolnokról hozták ide a sókockákat.
1768-ban az állam is elismerte Kiscell, a német vásártelepülés (ma: Celldömölk) létét és fontosságát azzal, hogy sóhivatalt telepített oda. Ez a hivatal akkoriban nemcsak a környék sóellátását biztosította, hanem a helyieknek jelentős bevételt hozott nagy fuvarozási megrendeléseivel.
1869-ben Szolnokon a Kiegyezés után újjáéledő városban a kincstári sóhivatal ispánjának lakásán, a mai parókia helyén (Tiszaparti sétány 1.) létesült ismét református imaház. (A korábbi épület tűzvész martaléka lett.)
A sóhivatalok épületei a 48-as forradalom idején az osztrák államhatalom szimbólumává váltak. Jelentős eseménynek számított, hogy a helybéli sóhivatalok épületére a magyar nemzeti színű zászlót helyezték el. Így például Nagykanizsán a helybéli fiatalok letépték a sóház feletti kétfejű sast és magyar zászlókat raktak a helyükre.
Révkomáromban, a Klapka György tér 8. szám alatt található épület telkén eredetileg a Ghyczy-kúria állt. A telek hátsó részét a királyi sóhivatal foglalta el, azonban 1848-as tűzvész mindkét épületet elhamvasztotta.
Makón a Csanád vezér téren az 1821. évi árvízkor egy méter magasan hömpölygött a Maros vize, ezért a közelben álló sóház pajtáiban 10 600 bécsi mázsa sót mosott el a víz. 1856-ban a makóiak a tizenhárom aradi vértanúra emlékezve a sóház elé titokban 13 nyárfát ültettek. A gimnázium helyén álló, 1754-ben emelt sóház elavult épületegységnek számított 19. század második felében. A rozzant sópajta már a közlekedést is zavarta. 
Barcson, a Bajcsy-Zsilinszky Endre u. 155. szám alatt áll város legrégebbi épülete, az 1800-as évek elején épült klasszicista stílusú volt dohány- és sóraktár, mely ma műemlék lakóház. Az eredetileg kikötői raktárnak szánt épületet az akkor még erre kanyargó Dráva partjára telepítették. 
Egerben az állami sóház épületében volt a tűzoltók első őrtanyája. Ez azonban ideiglenesnek bizonyult, 1881-ben ugyanis a kincstár eladta az épületet.
Pécsett a Baranya Vármegyei Levéltár épületének helyén állt hajdan másfél évszázadon át a sóház barokk stílusú, emeletes épülete, amit többször átépítettek, bővítettek, majd az 1850-es évektől a kibővült jogkörű állami hivatal, a pénzügyigazgatóság lett jogutódként az épület használója. Ezt 1870-ben lebontották.

## Sóhivatalok mai emlékei
A szlovákiai Nagytárkányban, az egykori kincstári sóhivatal épületében, ahova a középkorban évszázadokon keresztül érkezett a só a Tiszán, ma kiállítás mutatja be a só fontosságát.
A kárpátaljai Tiszaújlakon az egykori sóhivatal falán Esze Tamás-emléktábla, a következő felirattal:

Ebben az épületben sóház volt, melyet 1703. május 24-én 7 órakor reggel 2 gyalogos csapattal és 40 lovassal ESZE TAMÁS kuruc vezér megtámadott. A 14 muskétásból és egy hadnagyból álló őrségből négyet levágtak, a többi közéjük esküdött.

Az utóbbi években a sóháznál gyűlnek össze a győztes csata minden évfordulóján a kárpátaljai magyar és ruszin társadalmi szervezetek képviselői, a környékbeli falvak lakosai, hogy emléktáblájának megkoszorúzása után átmenjenek a Tiszán átívelő hídon a község határában álló turulmadaras Rákóczi-emlékoszlophoz
A kárpátaljai Aknaszlatinán a település életét meghatározó sóbányászat történetét a helyi bányamúzeum mutatja be.
Pesten Fővám tér 13-14-15. sz. alatti épület Budapest európai nagyvárossá fejlődésének időszakában épült a Magyar Leszámítoló és Pénzváltó Bank részére, Ulrich Keresztély tervei szerint. A Duna-parti Központi Vásárcsarnok, a Fővámház, a Közraktárak és a volt Sóhivatal építészeti együttese egymásba kapaszkodva őrzi egy városteremtő korszak emlékét. Ma a felújított Sóház-épület a Budapesti Corvinus Egyetem informatikai képzésének ad otthont.
A Csongrád-Csanád vármegyei Szegváron álló 18. századi sóház jelenleg falumúzeumként működik.
A szentendrei 18. századi sóház épületében később postaállomás, majd kereskedőház volt. Ma itt működik a Kovács Margit Múzeum, amely a keramikusművésznő egyedülálló munkáit mutatja be.
Szigetváron, a Vár utca 1. szám alatt található egy 19. század elején épült klasszicista stílusú ház, amely előbb sóház, majd postakocsi-állomás volt, most pedig kávézónak és a helytörténeti gyűjteménynek ad otthont. 
Sopronban a városi jégveremre az egykori sóház földszintje alatt bukkantak rá (ma: Jégverem utca). A kőből falazott, körte formájú verembe ma a Jégverem fogadóból tekinthetünk le. A famennyezetes épületben vendégszobákat alakítottak ki.